# Boa constrictor sabogae
Boa constrictor sabogae, llamada comúnmente boa de las Perlas, es una de las subespecies que integran la especie Boa constrictor, un gran ofidio que habita en el archipiélago de las Perlas, Panamá.

## Distribución y hábitat
Esta subespecie es endémica del archipiélago de las Perlas, en el golfo de Panamá, a 22 km de la costa de Panamá. Habita en las islas Perlas, isla del Rey, isla San José, isla Saboga, Cha Mar, Taboga, Tabogilla, y otras.

## Características
- Escamas dorsales: ?
- Escamas ventrales: ?
- Escamas caudales: ?
- Número de manchas entre la cabeza y el ano: ?
- Promedio de las manchas dorsales longitudinales: ?

El dimorfismo sexual es pronunciado, pues las hembras son significativamente más grandes que los machos, llegando a los 2 metros. Es una boa de cuerpo pesado, macizo, musculoso y de apariencia fuerte y robusta. Su cola, algo prensil, es corta, algo menos en el macho pues aloja en ella a sus órganos copuladores. Los ojos son pequeños, con la pupila vertical, a causa de sus hábitos nocturnos. Su cabeza es triangular, con poderosas mandíbulas armadas de 4 hileras de largos dientes curvos en la superior, y dos hileras en la inferior.

## Taxonomía

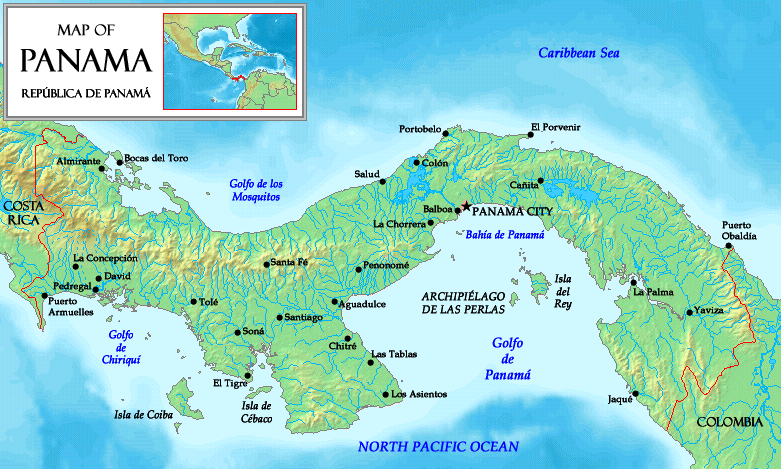
El archipiélago de las Perlas, Panamá.

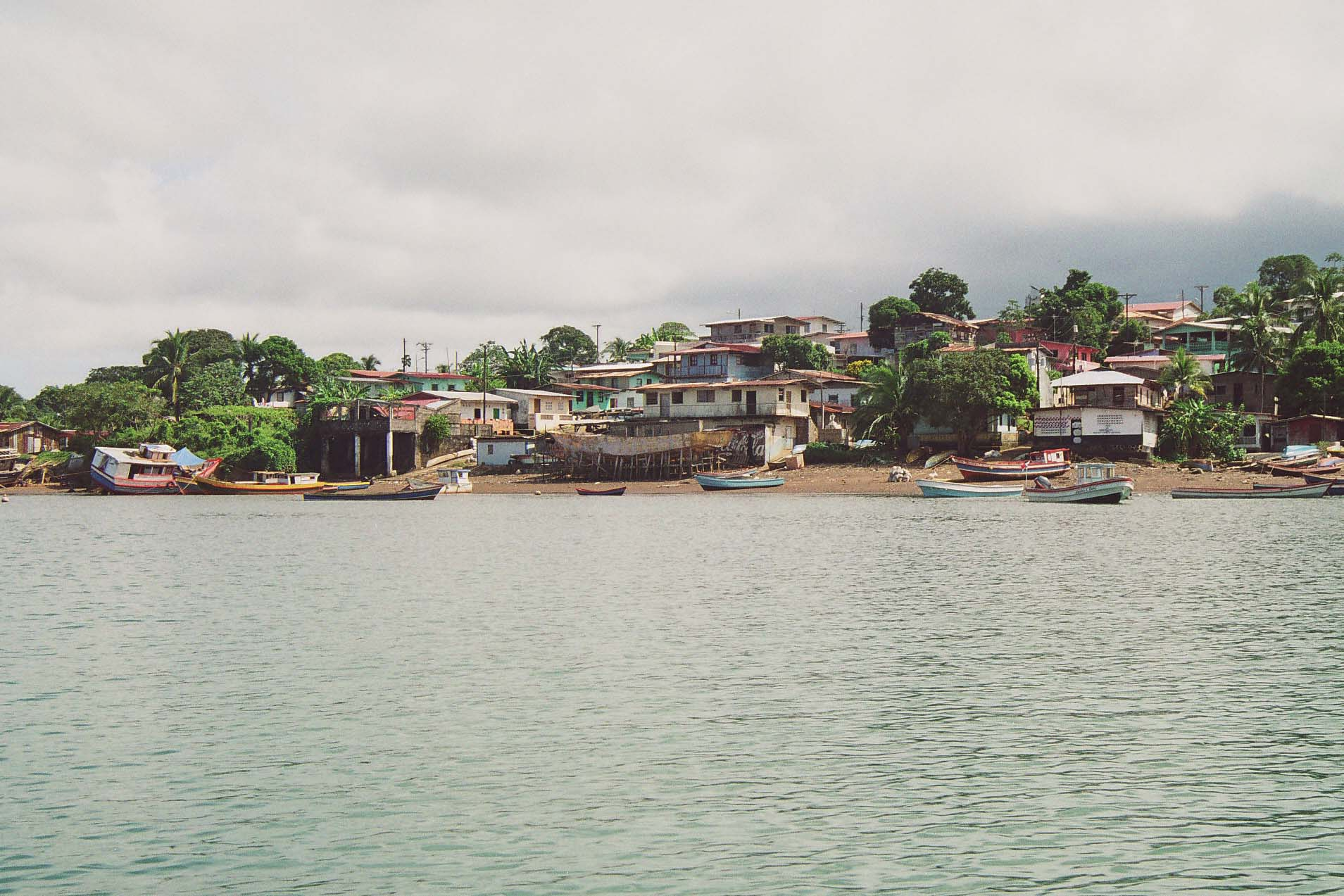
San Miguel, Isla del Rey; el hábitat de esta subespecie.

Fue descrita en el año 1906 por Thomas Barbour. La localidad tipo es: «isla Saboga (Panamá)».
Esta subespecie se incluye, junto a varias otras, dentro de la especie Boa constrictor. Para algunos podría ser un sinónimo de Boa constrictor imperator.

## Costumbres
Este taxón es mayormente terrestre, aunque suele trepar a los árboles para buscar un refugio. No habita en el agua ni en sus proximidades, si bien nada muy bien. Suele termorregular su temperatura con baños de sol. Es raro que logren vivir más de 20 años en el hábitat silvestre, pero en cautiverio su expectativa es de entre 30 a 40 años.

## Alimentación
Esta gran boa sale de sus refugios a cazar generalmente al caer el sol, y durante toda la noche. Captura sus presas con la técnica del asecho; una vez asidos, los envuelve con su propio cuerpo, asfixiándolos, pues mata por constricción. Finalmente los animales son tragados enteros, siempre comenzando por la cabeza. Su dieta se compone de grandes lagartos y de animales de sangre caliente, como aves y pequeños mamíferos. Si bien podría eventualmente llegar a capturar a un niño muy pequeño de los que comparten su hábitat, jamás se ha podido comprobar fehacientemente un ataque. Igualmente es un animal peligroso, por su mordedura aguda y su fuerza muscular.

## Reproducción
Pare sus crías vivas, luego de un periodo de gestación de unos 5 meses. La camada se compone de entre 6 a 43 crías, de aproximadamente 40 cm de longitud. Cada cría nace envuelta en una bolsa prenatal con forma de capa gelatinosa, de la cual la madre la ayuda a desembarazarse.

## Conservación
Son muy raras. La razón principal es que los nativos matan en el acto cualquier serpiente que encuentran, por lo que la mayoría de los especímenes son incapaces de alcanzar la madurez sexual. Debido al pequeño tamaño de las islas, tienen pocas oportunidades de evitar ser detectadas por los nativos. La otra gran amenaza es la reconversión de su hábitat para destinarlo a cultivos. Además, los bosques de una de las islas de las Perlas fueron devastados por un incendio; en otra de las islas una planta de procesamiento de pescado destruyó gran parte de su hábitat natural. Está incluida en CITES en el apéndice I. Sólo un zoológico en Costa Rica reproduce ejemplares puros de este raro taxón.